# Wolf Hirth
Wolf Hirth   (Stuttgart, 28 de febrer de 1900 - Dettingen unter Teck, 25 de juliol de 1959) va ser un pilot i enginyer aeronàutic alemany, dissenyador de planadors.
Va néixer a Stuttgart (Alemanya). Va aconseguir la llicència de pilot el 1920 i el 1924 va perdre una cama en un accident de motocicleta. El 1928 es va graduar a la Universitat Tècnica de Stuttgart i posteriorment va començar a dissenyar i construir els seus propis planadors. Durant la dècada dels trenta va viatjar per tot el món dedicat a fer conèixer el vol sense motor. En un d'aquests viatges de publicitat va patir lesions de gravetat al patir un accident aeri a Hongria.
El 1938 va fundar amb Martin Schempp la companyia Schempp-Hirth, que és actualment un dels fabricants més coneguts de planadors.
Durant la Segona Guerra Mundial i durant l'ocupació aliada d'Alemanya, va continuar dirigint l'empresa, però no va ser fins al 1951 quan van començar de nou la producció de planadors.
Va morir el 1959 en desplomar-se a terra l'aparell que pilotava en patir un atac de cor.